# Pendelhammer
Ein Pendelhammer wird für den Kerbschlagbiegeversuch eingesetzt. Es handelt sich um ein keilförmig geformtes Massestück, das an einem freischwingenden Pendel aufgehängt ist.
Der Prüfkörper – meistens aus Kunststoff oder Metall – zerbricht beim Aufprall des Pendelhammers. Je nach Materialverhalten wird dabei das Pendel mehr oder weniger abgebremst bzw. ausgelenkt. Der Werkstoffprüfer erkennt aufgrund der Auslenkung welche Energie der Prüfling absorbiert hat und kann so die Zähigkeit des Materials errechnen. Das Pendel ist in einem Pendelschlagwerk eingebaut. Mit den heutigen Pendelschlagwerken wird die Auslenkung elektronisch gemessen und ausgewertet.

## Arten
Je nach Norm ist der Pendelhammer unterschiedlich ausgeführt. Er unterscheidet sich nach Form, Masse und Pendellänge. 

### Charpy-Hammer
Im Bild ist ein Charpypendel nach DIN EN ISO 179 (Norm für Kunststoffe zur Bestimmung der Charpy-Schlagzähigkeit) abgebildet. In der DIN EN ISO 179-1 sind Pendel mit 50 J (Joule), 25 J, 15 J, 7,5 J, 5 J, 4 J, 2 J, 1 J und 0,5 J einzusetzen. Bei einem Charpypendel liegt die Probe an beiden Auflagern auf und wird in der Mitte durchgeschlagen. 
Das Verfahren ist üblicherweise nicht für harte Schaumstoffe und Schichtverbundstoffe mit Schaumstoffkern geeignet.
Die Norm ASTM D 6110 schreibt die Pendel 2,7 J, 5,4 J, 10,8 J, 21,6 J vor. Bei dieser Norm erreicht der Pendelhammer beim Aufprall eine Geschwindigkeit von 3,46 m/s, die sich aus der genormten Fallhöhe von 610 mm ergibt.

### Izod-Hammer

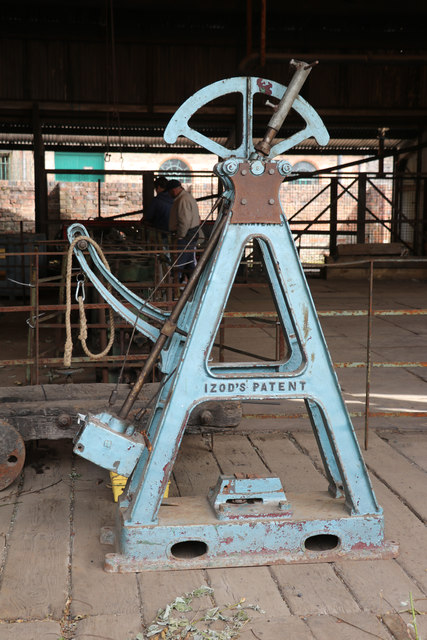
Izod-Hammer in Blists Hill Victorian Town

Beim Izod-Pendel nach DIN EN ISO 180 (Norm für Kunststoffe zur Bestimmung der Izod-Schlagzähigkeit) wird der Prüfkörper hochkant eingespannt und breitseitig geschlagen. Izod-Pendel gibt es nach DIN EN ISO 180 in folgenden Varianten (Aufprallenergien): 22 J, 11 J, 5,5 J, 2,75 J und 1 J.

### Schlagzug
Eine dritte Variante des Pendelhammers ist der Schlagzug-Hammer nach ISO 8256. Bei dieser Prüfung wird die Probe gestreckt, ähnlich wie bei einem Zugversuch. Hierzu werden Pendel mit 2 J und 4 J verwendet. Hier sind Geschwindigkeiten zwischen 2,6 und 3,2 m/s einzuhalten. Bei den Pendeln 7,5 J, 15 J, 25 J und 50 J sind Geschwindigkeiten von 3,4 bis 4,1 m/s einzuhalten.

### Halbkugel
Ein Pendelhammer wird auch bei der Bestimmung der Rückprallelastizität für Gummi und Kautschuk verwendet. Der Hammer wird hierfür auch als Hammerfinne (Halbkugel) bezeichnet und hat eine Aufprallenergie von 0,5 J.